# Donnerstein (Berg)
Der Donnerstein ist ein 2725 m ü. A. hoher Berg in der Lasörlinggruppe in Osttirol.
Nachbarberge sind der Speikboden (2653 m) im Westen und der Zupalkogel (auch Griften, 2720 m) im Osten.
Der Donnerstein liegt nur eine halbe Stunde Wanderzeit östlich des Speikboden, des Hausbergs von St. Veit in Defereggen. Den Speikboden und Donnerstein verbindet ein Steig, der großteils auf dem südseitigen, steilen Rasenhang, knapp unterhalb des Kammes angelegt ist. Dieser Übergang ist nur für trittsichere Bergwanderer zu empfehlen. Weitere Anstiege führen von Norden und Nordosten von der Zupalseehütte im Virgental zum Gipfel. Von Südosten ist er vom Weiler Melitz über die Melitzalm (1965 m) zu erreichen. Bei allen diesen Anstiegen handelt es sich um markierte Wanderwege.
Der Donnerstein bietet eine gute Aussicht etwa auf Glocknergruppe, Venedigergruppe, Panargenkamm und Rieserfernergruppe.
Der Aufstieg von der Speikbodenhütte oberhalb von St. Veit nimmt etwa 2,5 Stunden, der von der Zupalseehütte etwa 1 Stunde Gehzeit in Anspruch.